# Justine Mettraux
Pour les articles homonymes, voir Mettraux.
Justine Mettraux, née à Genève le 4 octobre 1986, est une navigatrice suisse professionnelle basée à Lorient (France). Elle est la skippeuse de l'Imoca TeamWork - Team Snef.

## Biographie

### Enfance et jeunesse
Née le 4 octobre 1986 à Genève, en Suisse, Justine Mettraux fait ses premières sorties voile sur le lac Léman, avec son père. À 16 ans, elle participe, en Bretagne et à Hyères, à des camps de formation en mer qui lui font prendre goût à la course au large.
Elle est également inscrite au Centre d’entraînement à la régate (CER) de Genève. En parallèle de son début de carrière dans le nautisme, Justine Mettraux obtient une licence au sein de la Haute école pédagogique de Lausanne.

### Carrière

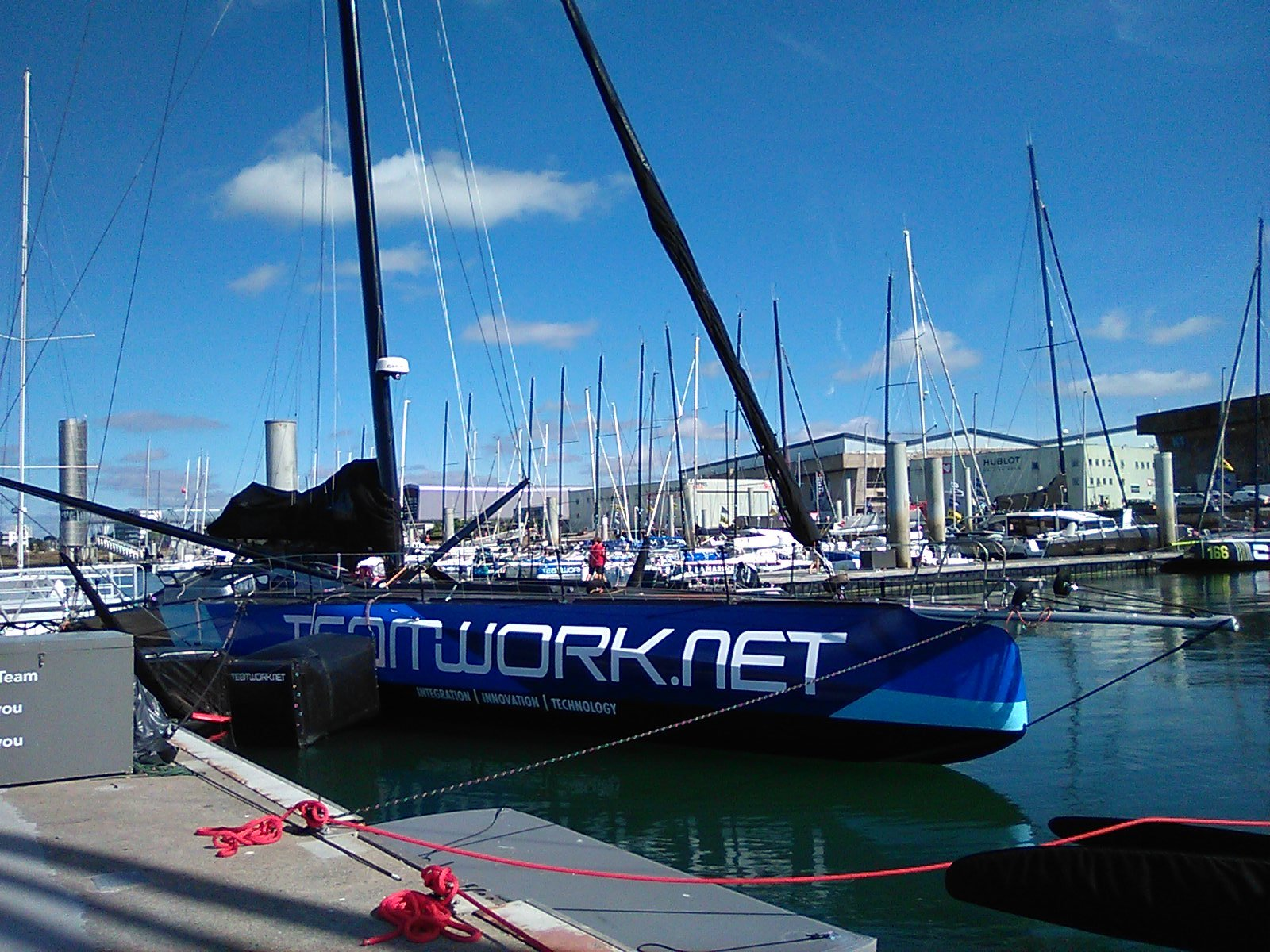
L'Imoca TeamWork à Lorient, son port d'attache, en juillet 2022.

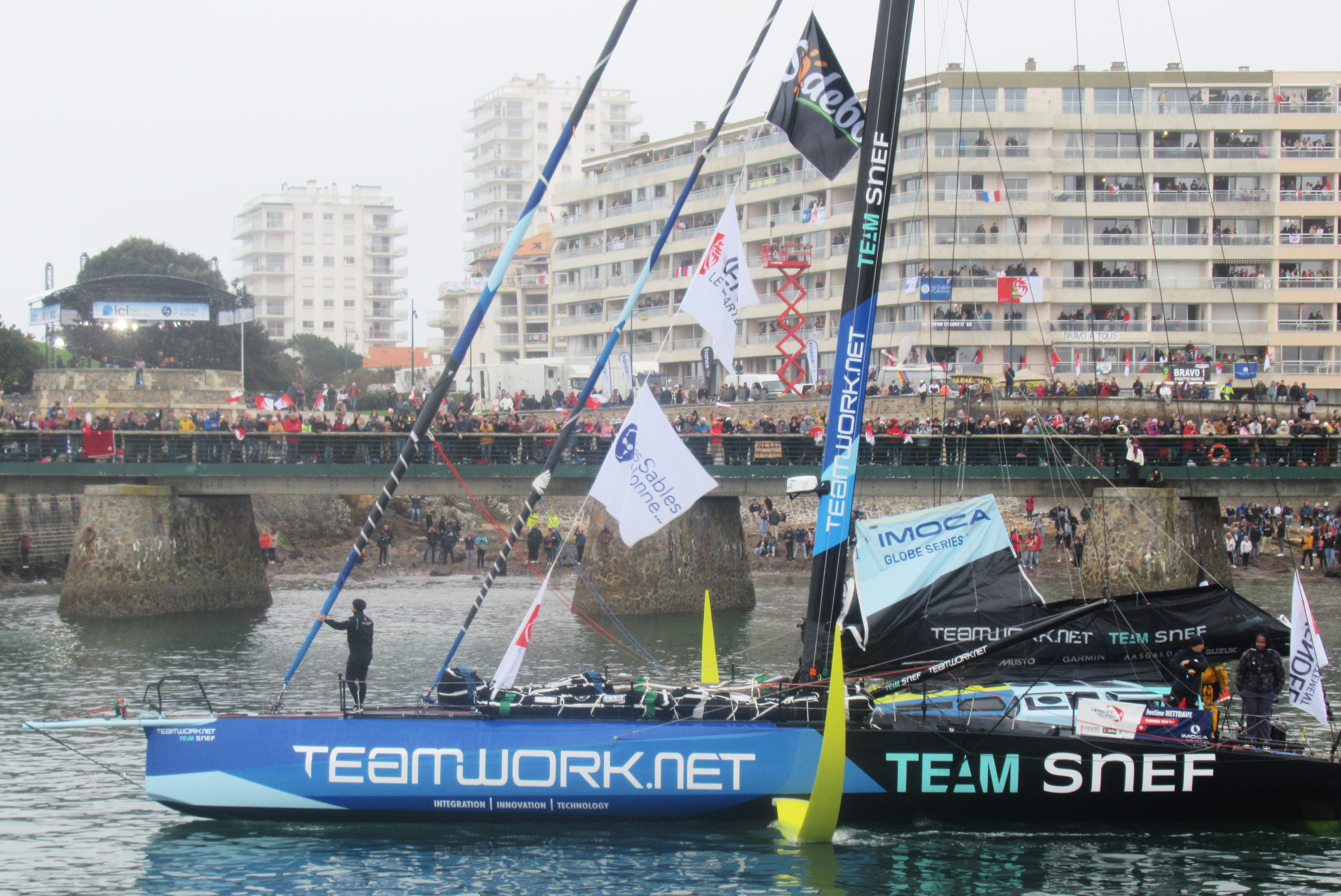
TeamWork - Team Snef au départ du Vendée Globe 2024-2025.

Après des débuts sur le lac Léman, Justine Mettraux s'oriente rapidement vers la course en mer. À l'âge de 16 ans, elle réalise ses premières courses nautiques et participe notamment au Tour de France à la voile.
En 2011, elle trouve un sponsor, TeamWork, qui lui permet de s’entraîner puis de participer à la Mini Transat l'année suivante. Elle termine 2e de la catégorie série.
En 2014, Justine Mettraux est sélectionnée pour intégrer la Team SCA 100 % féminine de la Volvo Ocean Race. Elle fait partie des 15 candidates retenues parmi les 250 candidatures reçues.
En 2018, Justine Mettraux compose avec Isabelle Joschke l'unique équipage féminin de la Transat AG2R. Elles finiront 10e du classement général.
Justine Mettraux est élue navigatrice suisse de l’année aux SUI Sailing Awards 2019. Cette distinction récompense notamment ses performances en solitaire, mais aussi le fait que peu de Suissesses réalisent des courses au large en solitaire. Justine Mettraux a ainsi été la première Suissesse à participer à la Mini-Transat, à la Solitaire du Figaro et à la Transat Jacques Vabre.
En 2021, Justine Mettraux commence la navigation sur Imoca, en prévision notamment de la nouvelle course The Ocean Race Europe programmée pour mai-juin.
En 2022, l’entreprise suisse TeamWork achète le voilier Charal de Jérémie Beyou pour le confier à Justine Mettraux. La mise à l'eau du navire avec les nouvelles couleurs est effectuée le 29 juillet 2022, mais Justine Mettraux avait déjà commencé à prendre en main l'Imoca en début d'année et valide ainsi sa qualification (1 200 milles) pour participer à la Route du Rhum-Destination Guadeloupe. En septembre, dans le Défi Azimut, elle termine 6e sur 24 des 48 Heures Solo.
En 2024, le Groupe SNEF s'associe avec l'entreprise suisse TeamWork pour constituer le partenariat de l'Imoca TeamWork - Team Snef.
Le 10 novembre 2024, Justine Mettraux prend la départ du Vendée Globe 2024-2025, un tour du monde, sans escale et sans assistance qui a lieu tous les quatre ans ; il s'agit de sa première participation. Elle termine la course le 25 janvier 2025 en prenant la 8e place du classement,. Franchissant la ligne d'arrivée après 76 j 1 h 36 min 52 s de course, elle devient la femme la plus rapide de l'histoire du Vendée Globe.

## Engagement pour l’égalité des genres dans la voile
Justine Mettraux fait partie des ambassadrices du Magenta Project, un réseau sportif international de navigatrices professionnelles qui promeut la pratique de la voile auprès des filles.
En 2020, elle parraine également la Fifty Fifty Sail, une régate au départ de la Trinité-sur-Mer dont l'objectif est de promouvoir la mixité dans le nautisme.

## Palmarès
- 2012
  - 2e championnat de France mini 6.50 (catégorie série)[19]
- 2013
  - 2e de la Mini-Transat (catégorie série)[19]
  - 1re championnat de France mini 6.50 (catégorie série)[19]
- 2015
  - 6e de la Volvo Ocean Race comme équipière sous la direction de Samantha Davies[20]
- 2016
  - 2e du Championnat de France Elite de Course au Large en Solitaire (catégorie bizuth)[4]
  - 3e de la Solitaire Bompard Le Figaro (catégorie bizuth)[4]
- 2017
  - 7e de la Solitaire Urgo le Figaro
  - 4e de la Transat Jacques Vabre en binôme avec Bertrand Delesne
- 2018
  - 11e de la Solitaire Urgo le Figaro
  - 10e de la Transat AG2R en binôme avec Isabelle Joschke
- 2020
  - Record du tour des îles britanniques dans la catégorie bateaux jusqu'à 40 pieds, avec Valentin Gautier et Simon Koster[21]

### En double avec Simon Fisher, à bord de l'Imoca11th Hour Racing Team
- 2021
  - 2e Imoca The Ocean Race Europe
  - 3e Imoca Rolex Fastnet Race
  - Abandon sur la Transat Jacques Vabre après démâtage

### À la barre de l'ImocaTeamWork
- 2022
  - 6e sur 24 dans les 48 Heures Solo du Défi Azimut[12]
  - 7e Imoca Route du Rhum
- 2023
  - 6e Imoca Transat Jacques Vabre en binôme avec Julien Villion
- 2024
  - 8e Imoca New-York Vendée - Les Sables d'Olonne en solitaire[22]
  - 7e The Transat CIC en solitaire

### À la barre de l'ImocaTeamWork - Team Snef
- 2025
  - 8e du Vendée Globe en 76 jours 1 h 36 min 52 s[23]